# Dia de la llibertat del programari
El dia de la llibertat del programari és una iniciativa mundial de caràcter anual per a celebrar i difondre els avantatges d'utilitzar el programari lliure i promocionar-ne l'ús.
Va celebrar-se per primer cop el 28 d'agost del 2004, i hi participaren 70 equips. Des de llavors, ha guanyat popularitat i l'any 2005 hi participaren més de 200 equips de prop de 60 països, entre ells Catalunya, que hi participava per primer cop. El dia de la llibertat de programari se celebra cada any, des de 2006, el tercer dissabte de setembre.
La Software Freedom International (SFI) és l'organització sense ànim de lucre que estableix i organitza el dia, i és l'entitat legal encarregada de gestionar les donacions, els contractes dels patrocinadors i la comptabilitat oficial de les transaccions. L'organització va triar aquest nom per distingir-se del mateix esdeveniment (en anglès, Software Freedom Day). La SFI està registrada als Estats Units, on ha obtingut un estatus de lliure d'impostos, per tal de poder rebre donacions desgravables.
El patrocinador principal és  Canonical Ltd, l'empresa darrere de la distribució de GNU/Linux Ubuntu. Més tard, IBM, Sun Microsystems, DKUUG, Google, Red Hat, Linode i Nokia es van unir per donar suport a l'organització. Posteriorment s'hi ha unit MakerBot Industries, així com la FSF i la FSFE. Actualment IBM i Sun Microsystems ja no patrocinen l'esdeveniment. Pel que fa a la cobertura mediàtica de les celebracions anuals, la SFI compta amb el suport de Linux Magazine, Linux Journal i Ubuntu User. Cada equip local pot cercar patrocinadors independentment, organitzacions locals que donin suport al programari lliure i de codi obert.
| Data                   | Equips | Països | Font                                                                                           |
| ---------------------- | ------ | ------ | ---------------------------------------------------------------------------------------------- |
| 28 d'agost de 2004     | 12     | N/A    | linux.com Arxivat 2013-07-30 a Wayback Machine.                                                |
| 10 de setembre de 2005 | 136    | 60     | linux.com Arxivat 2013-07-30 a Wayback Machine. Mapa SFD Arxivat 2012-06-21 a Wayback Machine. |
| 16 de setembre de 2006 | 180    | 70     | Mapa SFD Arxivat 2012-06-21 a Wayback Machine.                                                 |
| 15 de setembre de 2007 | 286    | 80     | Mapa SFD Arxivat 2012-06-21 a Wayback Machine.                                                 |
| 20 de setembre de 2008 | 563    | 90     | Mapa SFD Arxivat 2012-04-21 a Wayback Machine.                                                 |
| 19 de setembre de 2009 | 700    | 90     | Mapa SFD Arxivat 2012-06-21 a Wayback Machine.                                                 |
| 18 de setembre de 2010 | 397    | 90     | Mapa SFD Arxivat 2012-05-19 a Wayback Machine.                                                 |
| 17 de setembre de 2011 | 442    | 87     | Mapa SFD Arxivat 2012-07-28 a Wayback Machine.                                                 |
| 15 de setembre de 2012 | 301    | 73     | Mapa SFD Arxivat 2013-06-16 a Wayback Machine.                                                 |
| 21 de setembre de 2013 | N/A    | N/A    | Mapa SFD Arxivat 2013-08-18 a Wayback Machine.                                                 |
| 20 de setembre de 2014 | N/A    | N/A    | Mapa SFD                                                                                       |
| 19 de setembre de 2015 | 141    | 47     | SFD 2015 map Arxivat 2016-12-21 a Wayback Machine.                                             |
| 17 de setembre de 2016 | 128    | 51     | SFD 2016 map                                                                                   |
| 16 de setembre de 2017 | 88     | 44     | SFD 2017 map Arxivat 2019-09-26 a Wayback Machine.                                             |
| 15 de setembre de 2018 | 71     | 37     | SFD 2018 map Arxivat 2022-11-23 a Wayback Machine.                                             |
| 21 de setembre de 2019 | 59     | 36     | SFD 2019 map Arxivat 2022-09-21 a Wayback Machine.                                             |
| 19 de setembre de 2020 | 18     | 18     | SFD 2020 wiki Arxivat 2022-09-22 a Wayback Machine.                                            |
| 18 de setembre de 2021 | 60     | 28     | SFD 2021 wiki Arxivat 2022-09-21 a Wayback Machine.                                            |
| 17 de setembre de 2022 | 43     | 20     | SFD 2022 wiki Arxivat 2022-09-22 a Wayback Machine.                                            |